# D列車で行こう
『D列車で行こう!』は、阿川大樹による日本の小説。

## 概要
夢と熱意と、とっておきのアイデアで、廃止寸前のローカル線を立て直していく涙と元気あふれる長編「お仕事小説」。

## あらすじ
広島県の第三セクター鉄道「山花鉄道」は、地元山花町の支援で運行していたが、借金欠損状態で町は施設などを身売りして廃止する方針を強めて、幻の電気機関車「桐生型」を走らせることにして試運転するが、老婆が死亡する事故に遭遇する。
偶然、山花鉄道を訪問していた2人の中年鉄道マニア（と知人である一人の才媛）は「山花鉄道」を憂うようになり、廃止を免れて立て直しをしようとするために立ち上がる。

## 登場人物

### ドリームトレイン
山花鉄道を訪乗していて乗り合わせた中年鉄道マニアの慎平と博は「桐生型」の事故で老婆・貞子が死亡することを知り、「山花鉄道」のことを心配するようになり、博の提案で慎平、由希が参加して立ち上げた会社。本社は山花町内、南関支社（初代本社）は博の家、関西支社は大阪十三のおんぼろアパート一室と、3か所に拠点がある。
河原崎 慎平（かわらざき しんぺい）
55歳。菱友銀行・新田支店の支店長として長らく銀行に勤務して良心的な融資をしてきたが、関連会社への出向を命じられて悩んでいたところ、博に「一緒に会社を立ち上げないか」と提案され、さらに由希の後押しもあり、新会社に出資して取締役となる。また、由希を社長にしたのも彼である。なお、バツイチ独身で子供はいない。山花鉄道に興味があり、博に「山ちゃん」と呼ばれる。
深田 由希（ふかだ ゆき）
32歳で独身。慎平の部下で、銀行の中では一番の仲良し。才色兼備でMDAを取得。趣味はロックミュージシャン（ボーカルを担当）。慎平の影響で山花鉄道に興味を持ち、同線を訪問の上で慎平と一緒に博の自宅を訪問。博が慎平と一緒に会社を立ち上げようという話を聞くと、「私も（銀行を辞めて）参加する」と彼女も参入、慎平の推薦で社長に就任する。会社主催・山花楽器（浜松の会社）協力の「山花鉄道バンドコンテスト」では東京時代のバンド「ドリームプロジェクト」として参加する。
田中 博（たなか ひろし）
58歳。慎平とともに山花鉄道に訪乗して、「桐生型事件」を知る。慎平が試算したところ「まだ存続の見込みはある」として彼も同調し、「俺が出資するから一緒に会社をたちあげよう」と慎平に新会社設立を誘う。新たに参入した由希を社長にしたい慎平の意図をくんで同意して、取締役に就任する。公務員であったが妻に先立たれ、貯金に余裕があるのもあって会社設立を思いついた。鉄道趣味のジャンルは「写真」。

### 山花鉄道
慎平、由希、博が会社を設立したきっかけになった鉄道会社。
佐藤 伸二（さとう しんじ）
常務取締役兼山花駅長。瀬谷とドリームトレインのはざまで悩むが、何とか存続できたらいいなと、ドリームトレインに協力して、山花町の拠点（オフィス兼住宅）を提供する。
瀬谷 正三（せや しょうぞう）
社長兼山花町長。山花町の損失を少なくしたいがために廃止の方針を強調、最初は「ドリームトレイン」に対して協力する気が無かった。公用車は白のマーII。
上野 史宏（うえの ふみひろ）
58歳。ドリームトレイン主催のリアル鉄道運転講習会の受講者で、「本気で山花鉄道を運転したい」と志願。商社マン時代に中南米（主にイスパノアメリカ諸国）滞在が多いせいか、スペイン語が饒舌。

### 慎平の関係者
慎平がかかわっていた人々。
久米島 弘敏（くめじま ひろとし）
慎平が融資をしていたトレインワークス社長。設備には投資するが、ソファーなど無駄なところにはお金を使わない良心的な経営者。契約していた大和光学（ヤマコン）から腕利きの職人・広田をヘッドハンティングした。創立20年になるが、それ以前は（民営化以前の）国鉄にいたことから、「トレインワークス」にした。
塔野 瞳（とうの ひとみ）
慎平が大学時代に交際していた恋人。自立心が強く、短大を卒業すると就職。大学工学部に在籍していた慎平が畑違いの銀行へ就職を決めたのが経済的な妥協と知ると、別れを言った。
種田 正道（たねだ まさみち）
菱友グループ企業・菱友林業の営業統括部長。慎平は菱友グループのつてを使い、彼に面会。慎平に山花ログタウンを提案され、応じる。

### その他
山花鉄道にその他、かかわっている人物など。
佐山貞子（さやま さだこ）
山花鉄道が最後のロマンと称して走らせようとした「桐生型」の試運転で事故死した老婆。
東山亜紀（ひがしやま あき）
地元広島にある平和テレビのアナウンサー。山梨放送、横浜テレビから転職。ドリームトレインに対して良心的、好意を持っている。おへそと背中が見える服装を見た慎平に「へそねえ」のあだ名がつけられている。
本山耕太（もとやま こうた）
山花沿線に住む老爺。小屋の外壁に描かれた壁画が慎平たちに注目される。
本山シュン
耕太の息子で、壁画を描いた張本人。美術大学の大学生で、絵描きとして（連れてきた同級生とともに）ドリームトレインの再建プロジェクトに協力する（車窓アートプロジェクト）。
トキ
山花沿線の老婆。地元ではアイドル的存在で、冗談交じりに「占い師でも始めて「山花の母」にでもなろうかね」とコメント。
伊之輔
山花沿線で40代まで大工をしている腕利き。ドリームトレインに協力して「山花ログタウン」を造営する為、彼のつてで配管工、左官を連れてきた。
ナンパ男
山花鉄道バンドコンテストに参加した由希に「一緒に食事にどうか」と誘った、いやらしい目をした男。拒否すると、（慎平・博の悪口を含めた）セクハラ発言をされた。由希からそれを聞いた慎平と博は激怒するが、「仕事に支障が出るから当人の名前はいわない」といい、慎平は「由希のことは俺たちが守る」といって、矛先を収めた。
オレンジ・エキスプレス
山花鉄道バンドコンテストに参加した中年ロックバンドで優勝。CDデビューして、シュンたち「なぐりキッズ」グループによる執筆のジャケットが施された。
西日本ツーリスト
ドリームトレインと山花鉄道に協力した旅行会社。

## 書誌情報
- 阿川大樹『D列車で行こう!』  （徳間書店、2010年7月15日発売）ISBN 978-4-19-893183-4